# Riserva naturale del Ponte del Diavolo

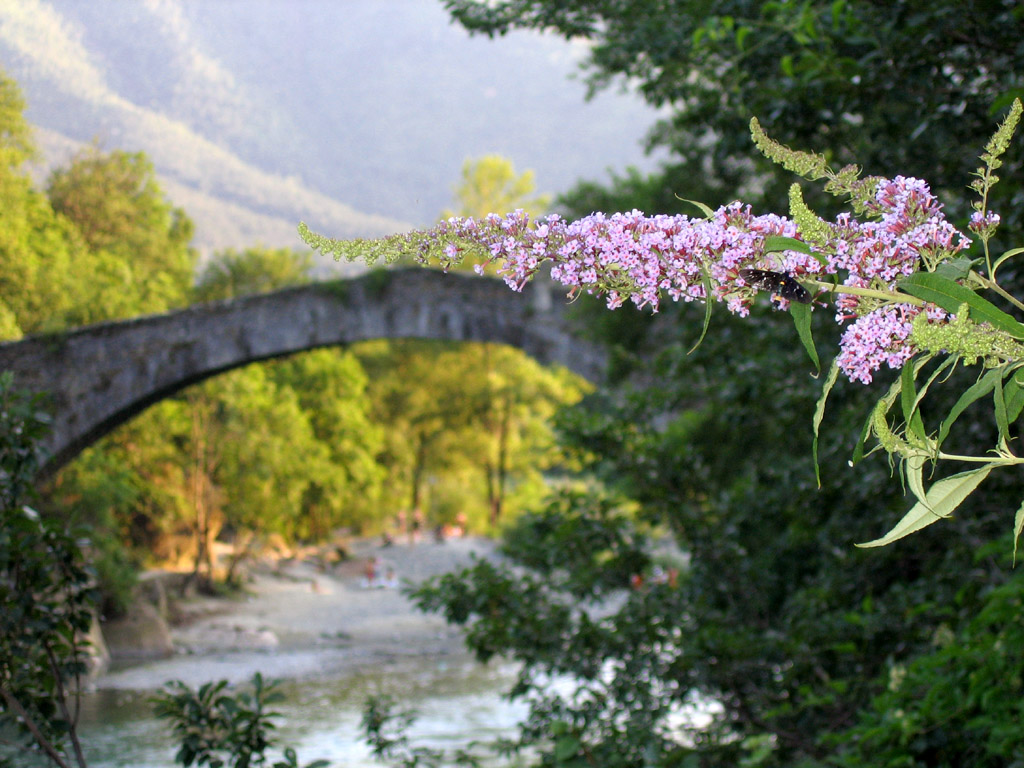
Il ponte del diavolo sulla Stura di Lanzo

La riserva naturale del Ponte del Diavolo  (Pont dël Ròch in Piemontese, letteralmente ponte di pietra) è un'area naturale protetta, più precisamente una riserva naturale a gestione regionale, situata nel comune di Lanzo Torinese, Città metropolitana di Torino, in Piemonte.
Prende il nome dall'omonimo ponte che, secondo la leggenda, fu il diavolo in persona a costruire dopo che crollò per ben due volte. In cambio il diavolo avrebbe preso con sé l'anima del primo a transitare sul ponte, e per questo venne fatto passare un cagnolino. Il diavolo, adirandosi, avrebbe sbattuto violentemente le sue zampe sulle rocce circostanti formando le caratteristiche "Marmitte dei Giganti", ancor oggi visibili dietro la Cappella di San Rocco, all'imbocco del ponte dalla parte di Lanzo.